# Charles Evans (alpiniste)
Pour les articles homonymes, voir Evans et Charles Evans.
Pas d'image ? Cliquez ici
Charles Evans, né à Liverpool le 19 octobre 1918 et mort le 6 décembre 1995 à Deganwy, est un chirurgien, recteur d'université, explorateur et alpiniste britannique.

## Biographie
Charles Evans participe à de nombreuses expéditions himalayennes. Il se rend au Garhwal en 1951 puis explore le Népal en compagnie d'Eric Shipton l'année suivante. En 1954, Evans part en exploration avec Edmund Hillary dans la région du Makalu puis en 1955 il dirige l'expédition au Kangchenjunga. Charles Evans a écrit des récits d'expédition et un manuel d'alpinisme.

## Ascensions
- 1950 - Tentative à l'Annapurna IV qui échoue à 7 300 m
- 1953 - Sommet sud de l'Everest avec Tom Bourdillon